# Guebwiller
Guebwiller (deutsch Gebweiler, elsässisch: Gawill’r) ist eine französische Stadt mit 11.090 Einwohnern (Stand 1. Januar 2022) im Département Haut-Rhin in der Europäischen Gebietskörperschaft Elsass und in der Region Grand Est. Bis zum 31. Dezember 2014 war die Stadt Sitz der Unterpräfektur (frz. sous-préfecture) des Arrondissements Guebwiller. Sie gehört zum Kanton Guebwiller und zum Gemeindeverband La Région de Guebwiller.

## Geographie
Die Ortschaft liegt im Oberelsass am Austritt des Flüsschens Lauch aus den Vogesen in die Oberrheinebene auf 268 m ü. NHN. Das Gemeindegebiet von Guebwiller ist Teil des Regionalen Naturparks Ballons des Vosges.
Der Bahnhof Guebwiller lag an der Bahnstrecke Bollwiller–Lautenbach.

## Geologie
In der Umgegend, im Gebweiler Tal, tritt Felsgestein auf.

## Geschichte
Die älteste erhaltene Erwähnung von Guebwiller (lateinisch Gebvilla)  – als Gebunvillare – stammt von 774 und steht in einer Schenkungsurkunde, in der das Kloster Murbach bedacht wird. Damals handelte es sich lediglich um ein Hofgut. Bis zur Französischen Revolution war Gebweiler Hauptort des gleichnamigen Amtes Gebweiler (Vogtei Gebweiler) der Fürstabtei Murbach im Heiligen Römischen Reich und zugleich die einzige Stadt im gesamten Amt. Zur Stadt entwickelte sich Gebweiler im 12. Jahrhundert um die Kirche Saint-Léger und eine Burganlage, die heute Burgstall genannt wird und dem Fürstabt des Klosters Murbach als Residenz diente. Eine Stadtmauer wurde zwischen 1270 und 1287 errichtet. Während der Pestpogrome wurden 1348/49 die jüdischen Einwohner ermordet. Im Jahr 1394 lebten in dem Ort 1350 Einwohner.
Einem Bericht zufolge soll der Abt von Murbach in der Nacht des Martinsfests 1448 vom Schloss aus die Bürger der Stadt überfallen und sie um ihre städtischen Freiheiten und Privilegien gebracht haben, die sie seit 400 Jahren besessen hatten.
Im Dreißigjährigen Krieg wurde die Stadt 1634 von Schweden geplündert, und 1635 plünderte sie die in Colmar stationierte französische Garnison vollständig aus. 1657 lebten in der Stadt nur noch 176 Einwohner. Im Jahr 1680 wurde die deutsche Ortschaft aufgrund von Beschlüssen der Reunionskammern von Breisach und Metz vom Königreich Frankreich annektiert.
Im Lauf des 19. Jahrhunderts entstand eine bedeutende Textilindustrie mit besonderen Arbeitervierteln. Die Stadt war nach Mülhausen deren größter Standort; es wurden Wolle und Baumwolle verarbeitet. Um 1900 hatte die Stadt eine evangelische und zwei katholische Kirchen, die Synagoge von Guebwiller, ein Gymnasium, ein Amtsgericht und eine Oberförsterei.
Während der deutschen Besatzung im Zweiten Weltkrieg wurde die Synagoge geplündert und demoliert. Die jüdischen Einwohner der Stadt wurden nach Südfrankreich ausgewiesen und dann deportiert. Nach Angaben von Yad Vashem wurden vierunddreißig ehemalige Einwohner Opfer des Holocaust.

### Bevölkerungsentwicklung
| Jahr | Einwohner | Anmerkungen |
| ---- | --------- | --- |
| 1780 | –         | etwa 400 Feuerstellen (Haushaltungen)                                                                                  |
| 1793 | 3005      | [ 10 ] |
| 1821 | 3703      | davon 3284 Katholiken, 350 Protestanten und 69 Juden                                                                   |
| 1836 | 3873      | [ 11 ] |
| 1856 | 8971      | [ 10 ] |
| 1861 | 10.680    | [ 12 ] |
| 1866 | 12.218    | [ 13 ] |
| 1872 | 11.338    | am 1. Dezember, in 1042 Häusern                                                                                        |
| 1880 | 12.452    | am 1. Dezember, auf einer Fläche von 980 ha, in 1078 Häusern, davon 10.875 Katholiken, 1194 Evangelische und 345 Juden |
| 1885 | 12.388    | davon 10.805 Katholiken, 1194 Protestanten und 346 Juden                                                               |
| 1890 | 12.367    | [ 12 ] |
| 1900 | 13.254    | meist katholische Einwohner                                                                                            |
| 1905 | 13.313    | [ 12 ] |
| 1910 | 13.024    | davon 11.332 Katholiken, 1346 Evangelische und 295 Juden (318 Franzosen)                                               |

| Jahr      | 1962   | 1968   | 1975   | 1982   | 1990   | 1999   | 2006   | 2017   |
| --------- | ------ | ------ | ------ | ------ | ------ | ------ | ------ | ------ |
| Einwohner | 10.568 | 10.840 | 11.072 | 10.689 | 10.942 | 11.525 | 11.609 | 11.094 |

## Weinbau
Die Gemeinde Guebwiller ist einer der bedeutendsten Weinbauorte im Elsass. Die im Jahr 1975 geschaffene Appellation Alsace Grand Cru definiert seit 2007 herausgehobene Einzellagen im Weinbaugebiet Elsass. Die 51 Lagen verteilen sich auf 47 Gemeinden. Guebwiller weist als einzige Gemeinde vier dieser Grand-Cru-Lagen auf:
- Kessler (28,53 ha)
- Kitterlé (25,79 ha)
- Saering (26,75 ha)

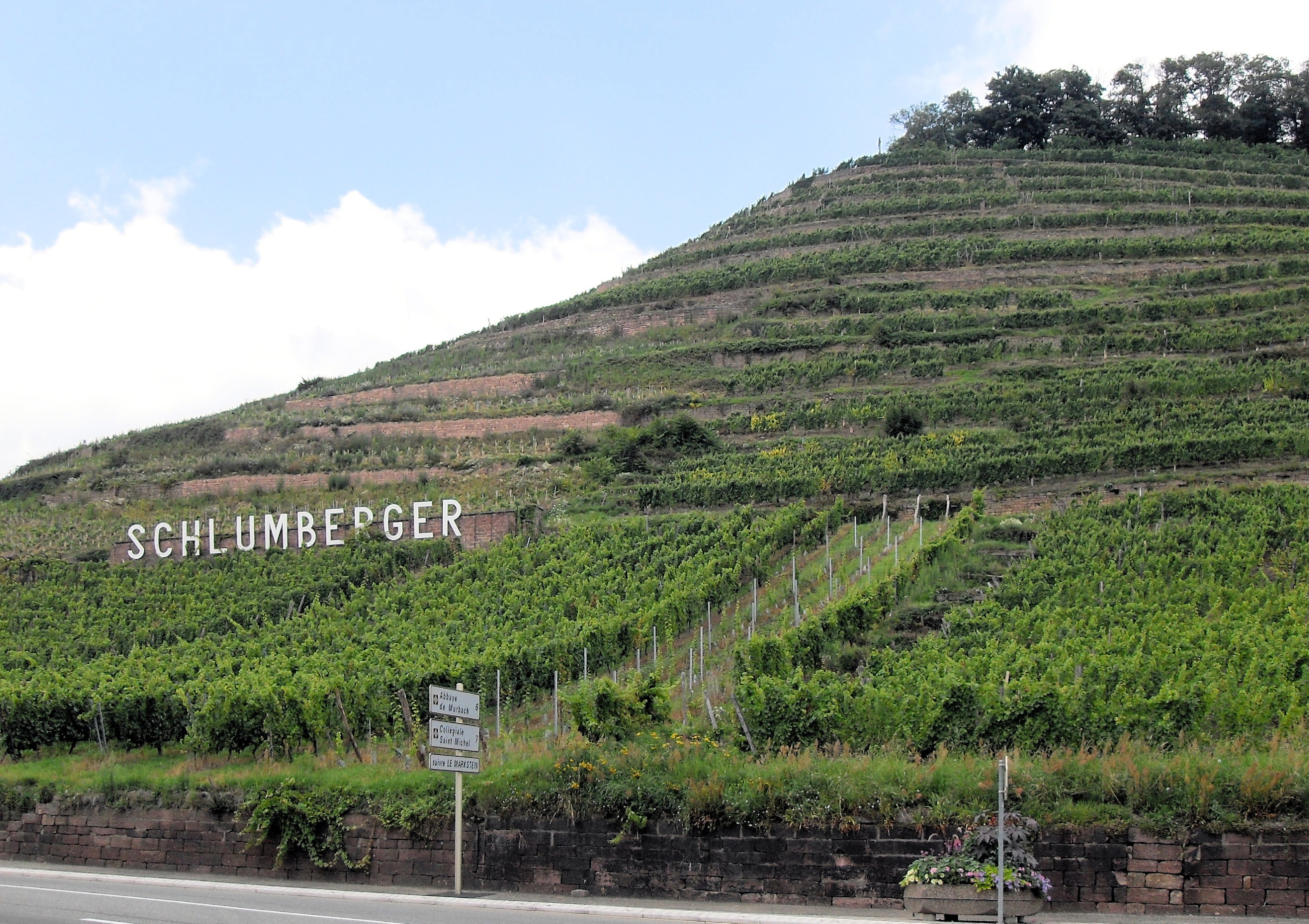
Die Grand-Cru-Weinlagen Kitterlé (rechts, oben) und Saering (vorn links)

- Spiegel (18,26 ha, teilweise auf Bergholtzer Gebiet)

## Sehenswürdigkeiten
- Die spätromanische Kirche mit gotischem Chor Saint-Léger (St. Leodegar) wurde 1182 bis 1287 erbaut und nach 1336 im Chorbereich gotisch umgestaltet.
- Das Dominikanerkloster mit Bettelordenskirche im gotischen Baustil  enthält mittelalterliche Wandmalereien an den Seitenwänden. Heute wird die Kirche als Konzertsaal genutzt.
- Die Kirche Notre-Dame (1760–1785) nach Entwürfen des Architekten Louis Beuque aus Besançon ist das größte klassizistische Kirchengebäude im Elsass. Sie ist reich ausgestattet (Kanzel, Altäre, Beichtstühle, „Himmelfahrt Mariä“ an der Altarwand) von Fidel Sporer, unter Mithilfe seiner Tochter Helene (Holzschnitzerin). Die Kirche wurde erbaut von dem Bildhauer und Baumeister Gabriel Ignaz Ritter (1732–1813) aus Andelsbuch und enthält eine bedeutende Orgel (Charles Mutin, 1908) in einem original erhaltenen Gehäuse von 1785.
- Synagoge, erbaut 1869 bis 1872 (Monument historique)
- Schloss Neuenburg, die Stadtresidenz der Fürstäbte von Murbach aus dem 18. Jahrhundert
- Das Rathaus im spätgotischen Flamboyantstil stammt aus dem Jahr 1514.
- Das Musée Théodore Deck et des pays du Florival[19] ist das größte Museum des Oberelsass außerhalb Colmars und Mülhausens.
- In Guebwiller gibt es einen deutsch-französischen Soldatenfriedhof, auf dem über 1000 deutsche und knapp 450 französische Kriegstote des Ersten Weltkriegs und 175 deutsche Kriegstote des Zweiten Weltkriegs bestattet sind. Er wurde 1914 von der deutschen Seite nach den ersten Gefechten in diesem Gebiet angelegt. Die endgültige Gestaltung war 1977 abgeschlossen.
- Die Menhire der Steinreihe von Appenthal (Alignements d'Appenthal) stehen nordwestlich von Guebwiller.

Ortsbilder
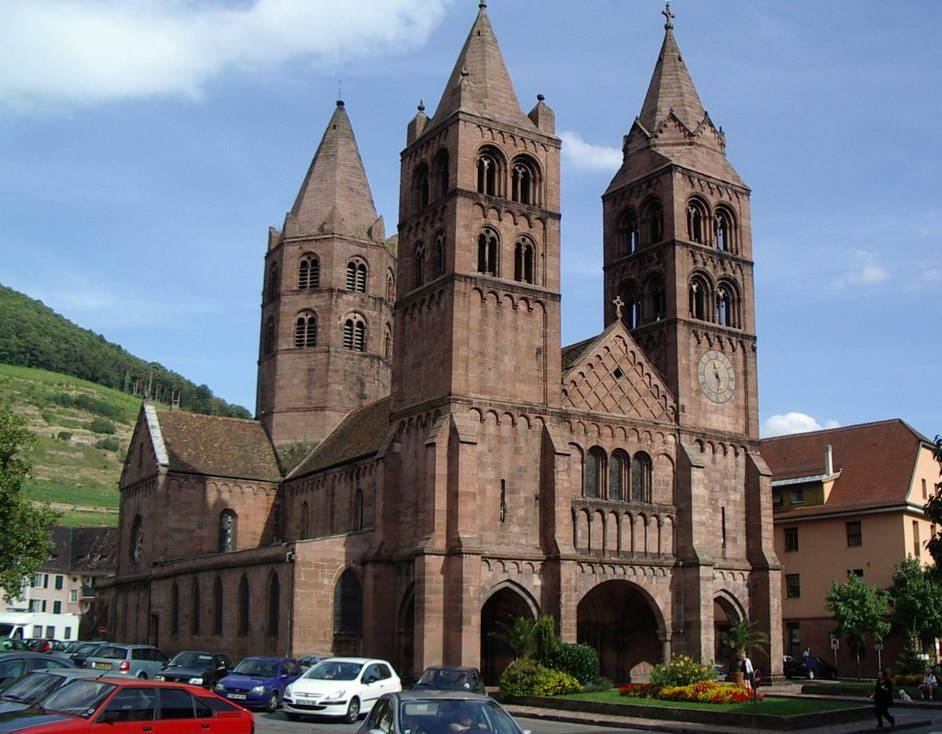
Romanische Kirche Saint-Léger
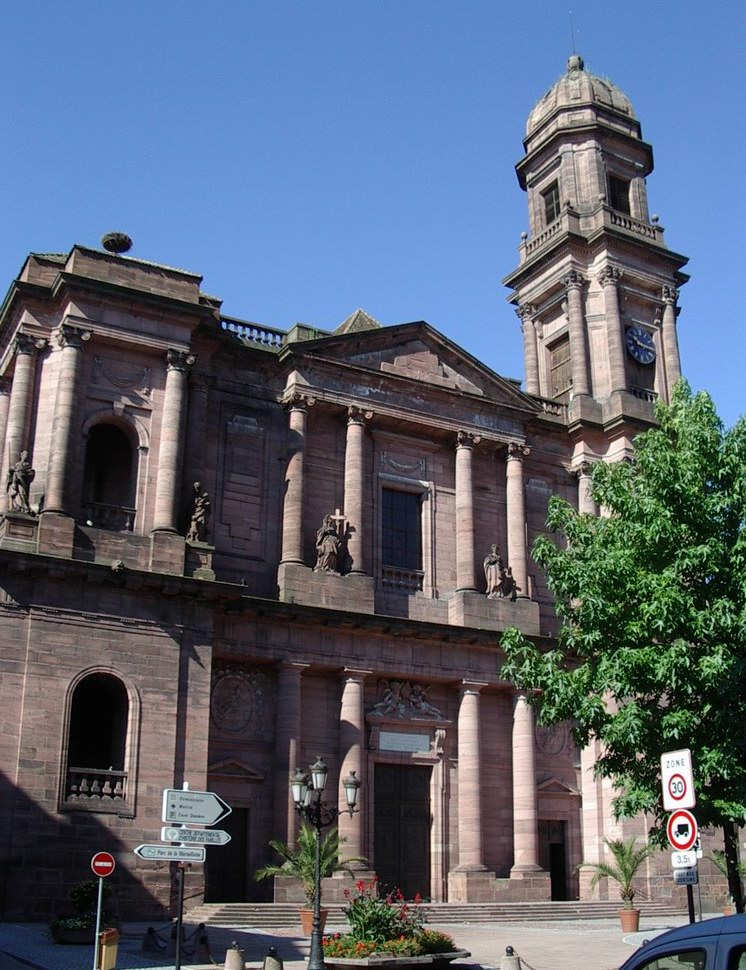
Klassizistische Kirche Notre-Dame
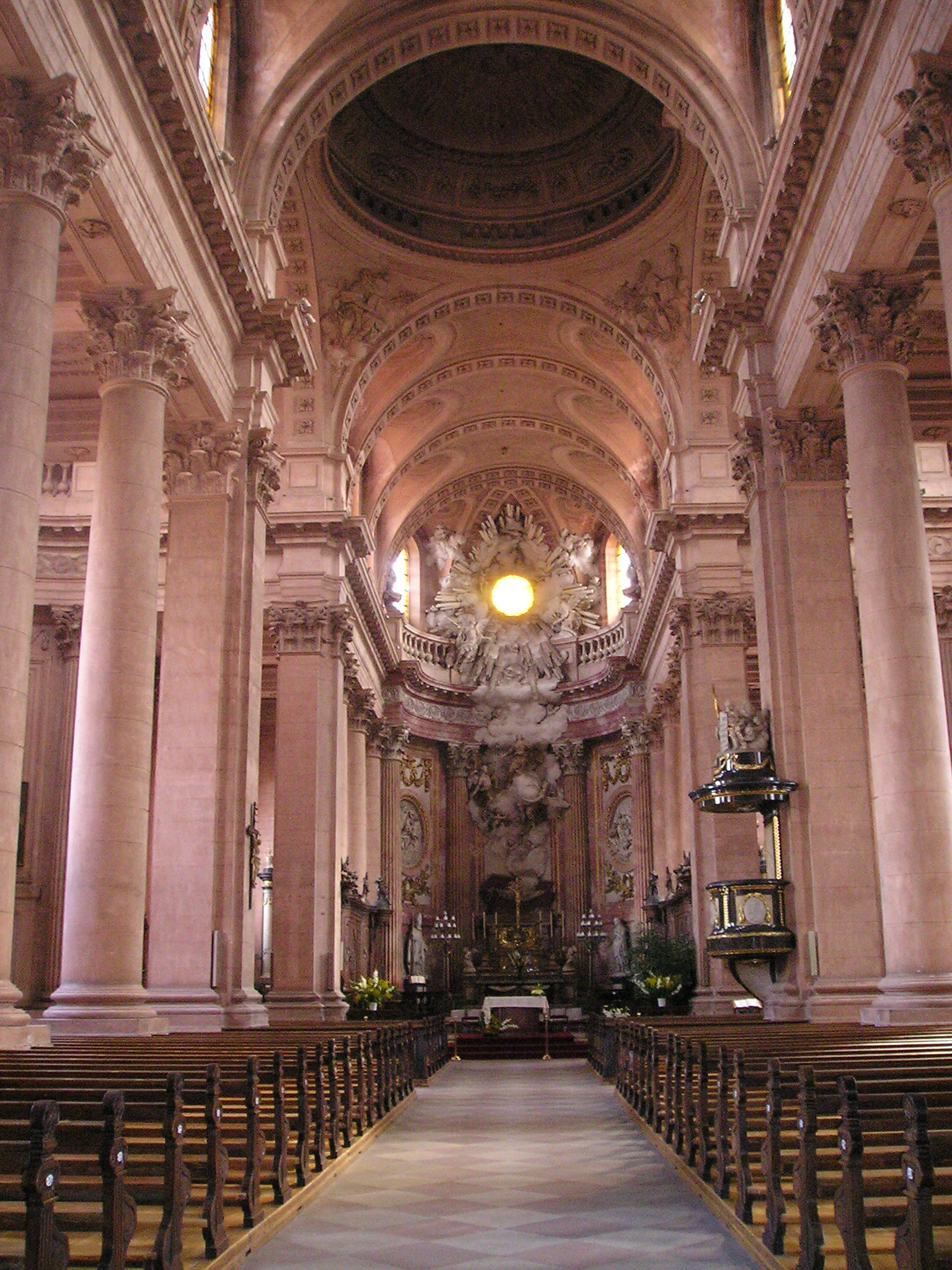
Innenansicht von Notre-Dame
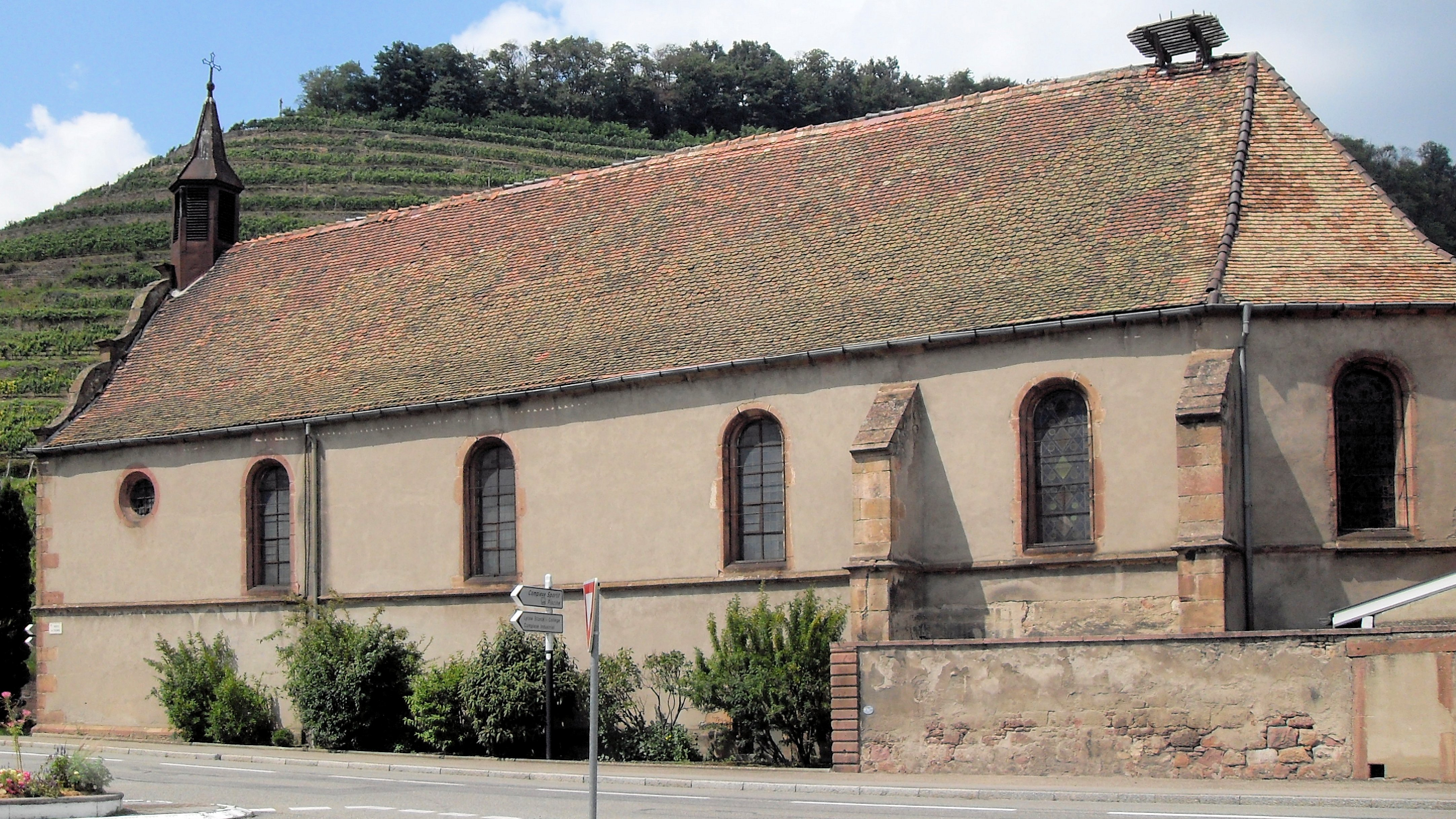
Kapelle Notre-Dame-du-Saering
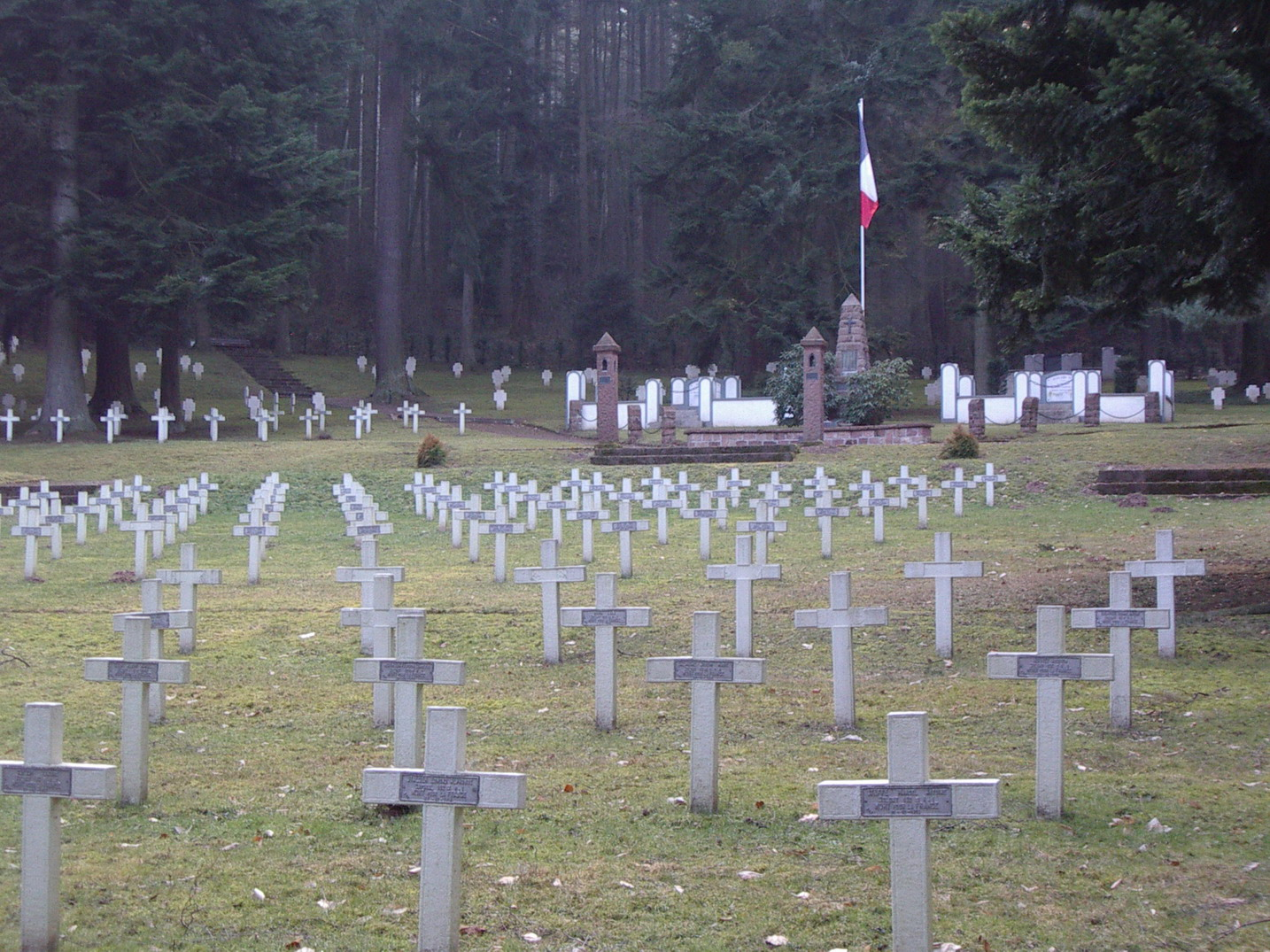
Deutsch-französischer Soldatenfriedhof

Talaufwärts liegt die Ruine der ehemaligen Burg Hugstein (13. Jahrhundert) auf einer Anhöhe an der Straße nach Murbach. Auf dem sich nördlich der Stadt erhebenden Bergrücken des Oberlinger befinden sich geringe Reste einer großen mittelalterlichen Burganlage. Acht Kilometer westlich liegt der Große Belchen, der mit 1.424 m höchste Berg der Vogesen.

## Persönlichkeiten

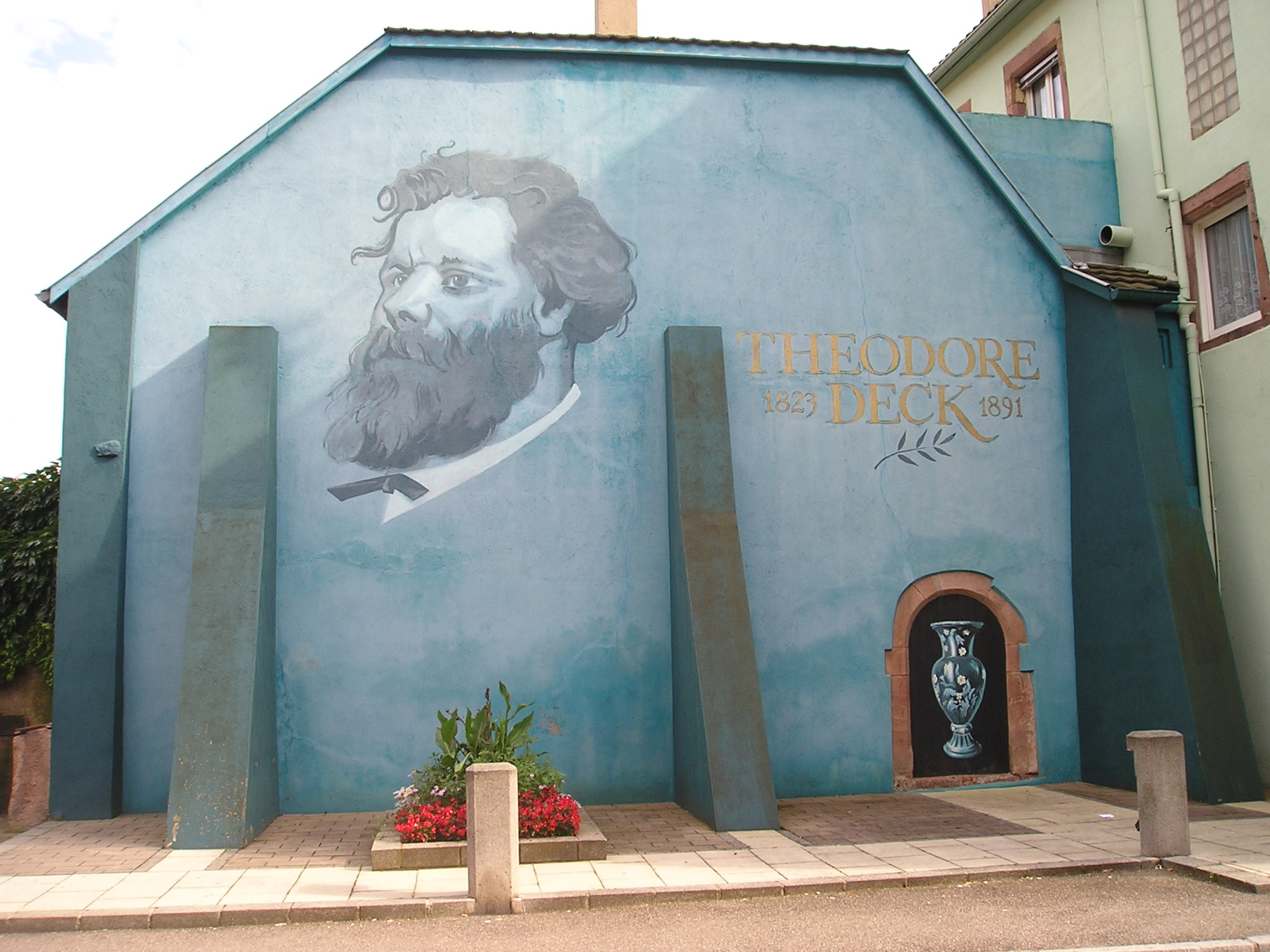
Hauswand mit Porträt von Théodore Deck in Guebwiller

- François Joseph Rudler (1757–1837), Rechtsanwalt, Notar und Reformer
- Benedikt Anton Friedrich von Andlau-Homburg (1761–1839), Fürst und Abt von Geiville (= Gebweiler/Guebwiller)
- Margarethe Stockhausen (1803–1877), Sängerin
- Xaveria Rudler (1811–1886), französisch-deutsche Ordensfrau
- Niklaus Riggenbach (1817–1899), Erfinder des Zahnradbahnsystems Riggenbach und der Gegendruckbremse der Dampflok
- Jean-Baptiste Weckerlin (1821–1910), französischer Komponist
- Théodore Deck (1823–1891), Keramiker des Historismus und Jugendstils
- Christian Schussele (1824–1879), Maler
- Gustave Schlumberger (1844–1929), französischer Historiker
- Charles-Daniel Bourcart (1860–1940), Schweizer Diplomat
- Andreas Bauer (1866–1900), deutscher römisch-katholischer Mönch, Missionar und Märtyrer; am 1. Oktober 2000 heiliggesprochen
- Jeanne Bucher (1872–1946), französische Kunsthändlerin und Begründerin der Pariser Galerie Jeanne Bucher
- Alice von Mülinen (1868–1952), Lyrikerin
- Jean Schlumberger (1877–1968), Germanist und Schriftsteller
- Conrad Schlumberger (1878–1936), Geophysiker und Geologe
- Charles Hueber (1883–1943), Politiker, Abgeordneter und Bürgermeister von Straßburg
- Günther Stapenhorst (1883–1976), deutscher Filmproduzent
- Marcel Schlumberger (1884–1953), Ingenieur
- Alfred Kastler (1902–1984), Physiker und Nobelpreisträger (1966)
- Walter Atorf (1910–1998), Präsident des Rechnungshofs Baden-Württemberg
- Jef Gilson  (1926–2012), französischer Jazzmusiker
- Henri Madelin SJ (1936–2020), Jesuit und Hochschullehrer
- Katia Krafft (1942–1991), Vulkanologin
- Sonia Pelletier-Gautier (* 1958), Historikerin und Romanautorin
- Jean Ruiz (* 1998), Fußballspieler

## Städtepartnerschaften
Guebwiller unterhält Städtepartnerschaften mit der italienischen Gemeinde Castelfiorentino in der Toskana sowie aus historischen Gründen mit Luzern.